# Пилконоса акула багамська
Пилконоса акула багамська (Pristiophorus schroederi) — акула з роду П'ятизяброва пилконоса акула родини Пилконосі акули.

## Опис
Загальна довжина досягає 81 см. Голова сплощена. Морда витягнута з 13-14 зубчиками (від вусиків до кінчика) та 9-10 зубчиками (від вусиків до основи морди) на кшталт пилки та доволі довгими вусиками, становить 31-32% довжини тіла. В основі зубчика розташований гребінь. очі великі, овальні. За ними розташовані бризкальця. Ніздрі відносно великі. Рот помірного розміру. На верхній щелепі — 36 рядків зубів, на нижній — 32. Зубі дрібні. Тулуб подовжений, стрункий. Плавці розвинені, у дорослих особин — оксамитові. Грудні і спинні плавці безскелетні. Грудні плавці великі. Має 2 спинних плавця майже однакового розміру. Передній спинний плавець розташовано позаду грудних плавців, задній — ближче до хвостового плавця. Анальний плавець відсутній. Хвостовий плавець гетероцеркальний, нижня лопать нерозвинена.
Забарвлення спини коричнево-сіре. Черево має білуватий колір.

## Спосіб життя
Тримається на глибинах від 400 до 1000 м, на континентальному шельфі та острівних схилах. Полює біля дна, є бентофагом. Атакує здобич за допомогою «пилки». Живиться невеличкою костистою рибою, ракоподібними, перш за все, креветками, головоногими молюсками.
Це яйцеживородна акула. Народжені акуленята становлять 30 см завдовжки.
Небезпеки для людини не становить.

## Розповсюдження
Мешкає біля багамських островів та узбережжя Куби.